# 世邦集团
世邦工业科技集团股份有限公司（英語：Shibang Industry & Technology Group Co., Ltd.），简称世邦集团，成立于1987年，总部位于上海浦东新区，是一家从事破碎机械和工业磨粉机械的研发和生产，并为行业投资者提供技术方案和技术支持的破磨设备生产商和方案提供商。
世邦集团主营业务涉及砂石骨料、工业磨粉、矿山处理和绿色建材四大领域。2015年，该公司临港矿机研制项目正式奠基启动。2019年，它与西门子在电机领域达成合作。